# サッポロビール庭園駅
サッポロビール庭園駅（サッポロビールていえんえき）は、北海道恵庭市戸磯にある、北海道旅客鉄道（JR北海道）千歳線の駅。駅番号はH11。電報略号はサホ。一部の普通列車は通過するが、区間快速「エアポート」は全列車当駅に停車する。
Kitacaの利用が可能であるが、カードの販売は行わない。

## 歴史
- 1990年（平成2年）7月1日：開業[2][1]。
- 1992年（平成4年）7月1日：同日のダイヤ改正で千歳線空港支線（新千歳空港駅）開業[3]。当駅ではこれに合わせて上下待避線の新設を実施した[3]。
- 2008年（平成20年）10月25日：ICカード「Kitaca」使用開始[4]。

### 駅名の由来
1989年（平成元年）6月に創業したサッポロビール北海道工場があり庭園を有していたことと、地元の要望から。

## 駅構造
島式ホーム2面4線を有する地上駅で、島松駅が管理する無人駅である。当初は相対式ホーム2面2線（現在の2・3番線）だったが、新千歳空港開業と快速エアポート運転開始に伴う列車本数の増加に対応するため構内を拡張し、待避線（1・4番線）が増設された。
跨線橋を下ったスペースに待合室があり、ベンチと簡易Kitaca改札機が設置されている。なお、券売機の設置はなく、両ホーム上に乗車駅証明書発行機が置かれている。

### のりば
| 番線 | 路線    | 方向 | 行先             |
| ---- | ------- | ---- | ---------------- |
| 1・2 | ■千歳線 | 上り | 千歳・苫小牧方面 |
| 3・4 | ■千歳線 | 下り | 札幌・手稲方面   |

- 2024年3月改正以降、日中時間帯は区間快速のみ発着するため、苫小牧方面を利用する場合は千歳駅で、北広島 - 札幌駅間の快速通過駅を利用する場合は、北広島駅でそれぞれ乗り継ぐ必要がある。

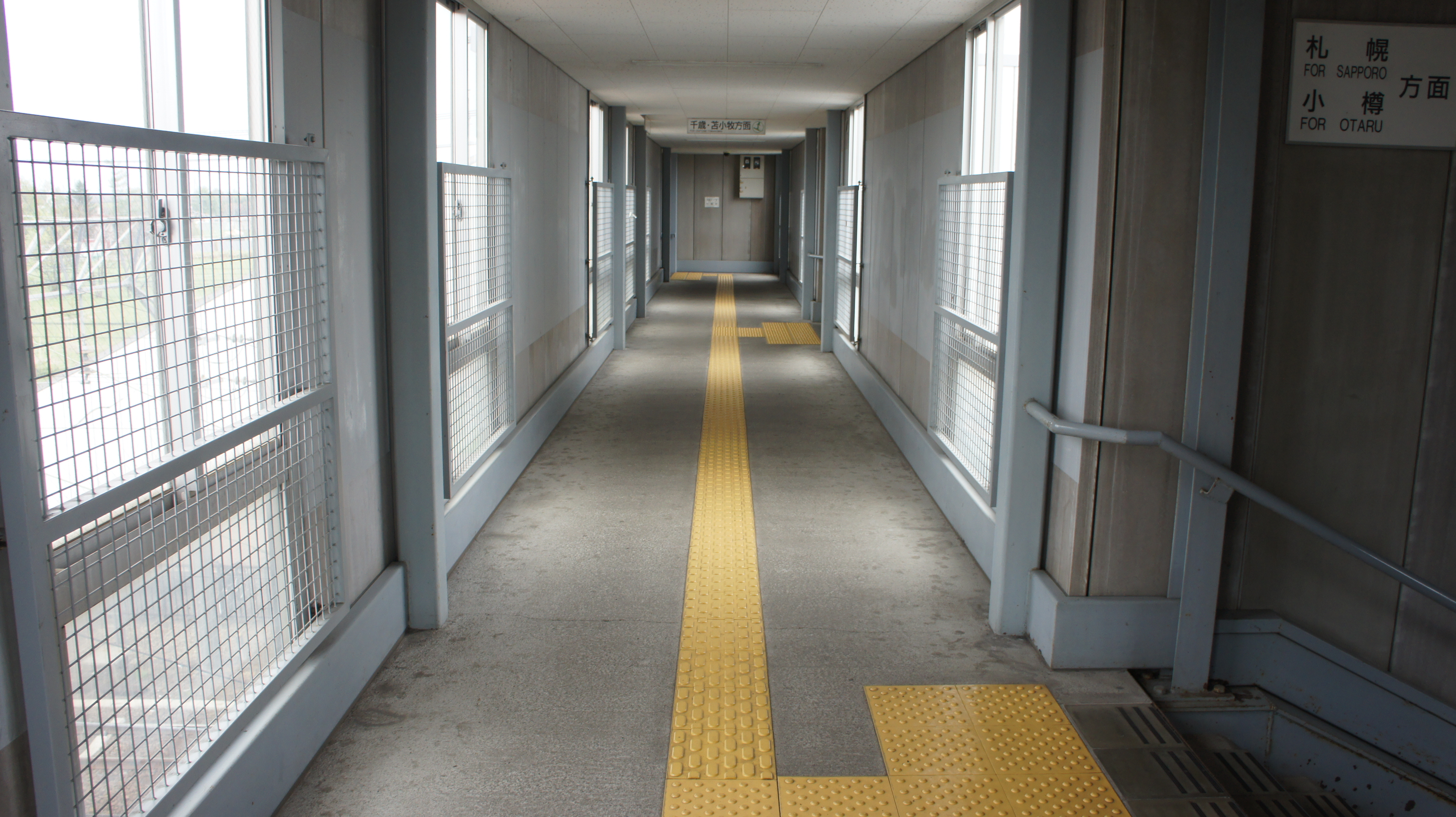
跨線橋内（2017年5月）
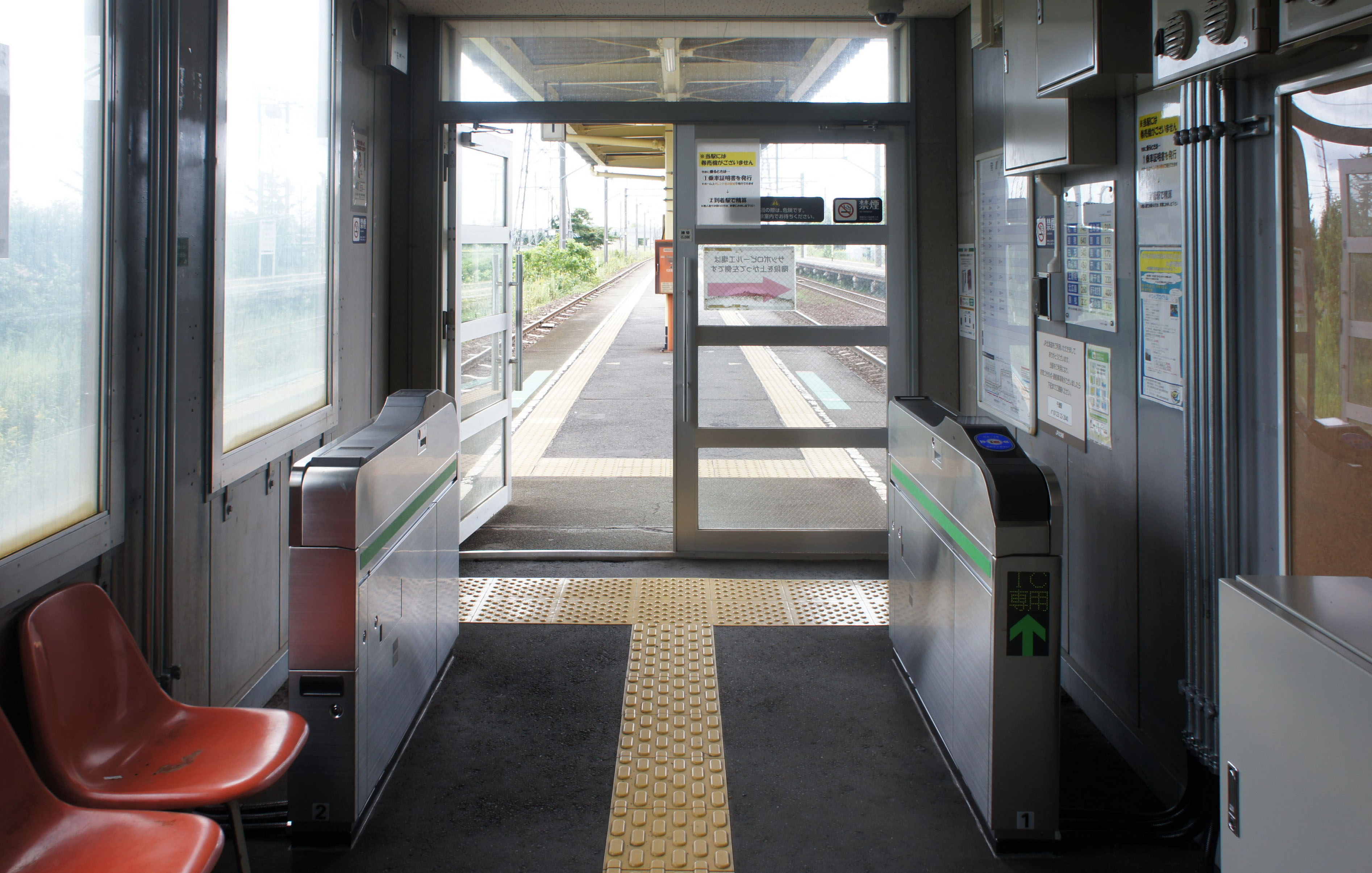
1・2番線改札口（2018年9月）
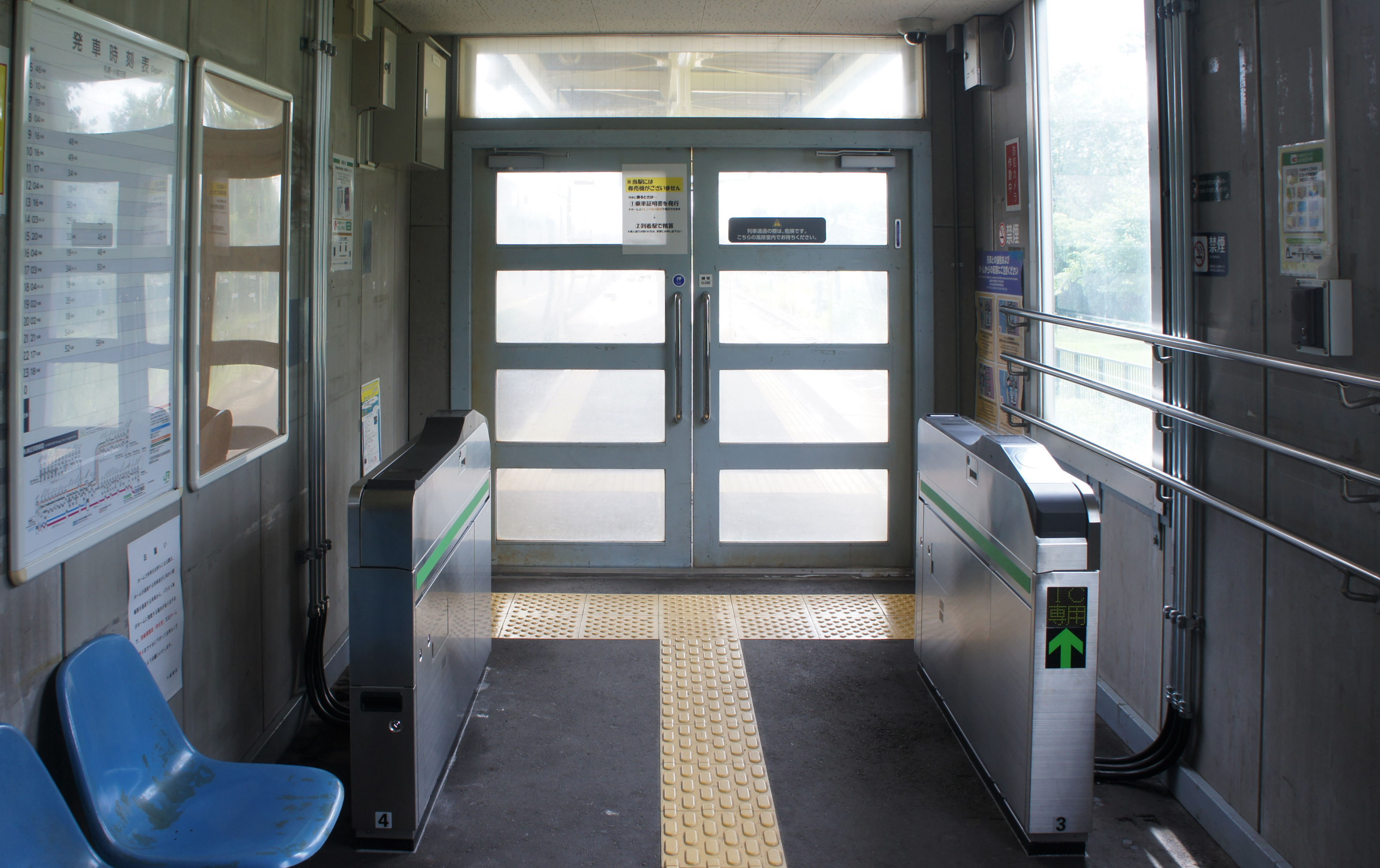
3・4番線改札口（2018年9月）
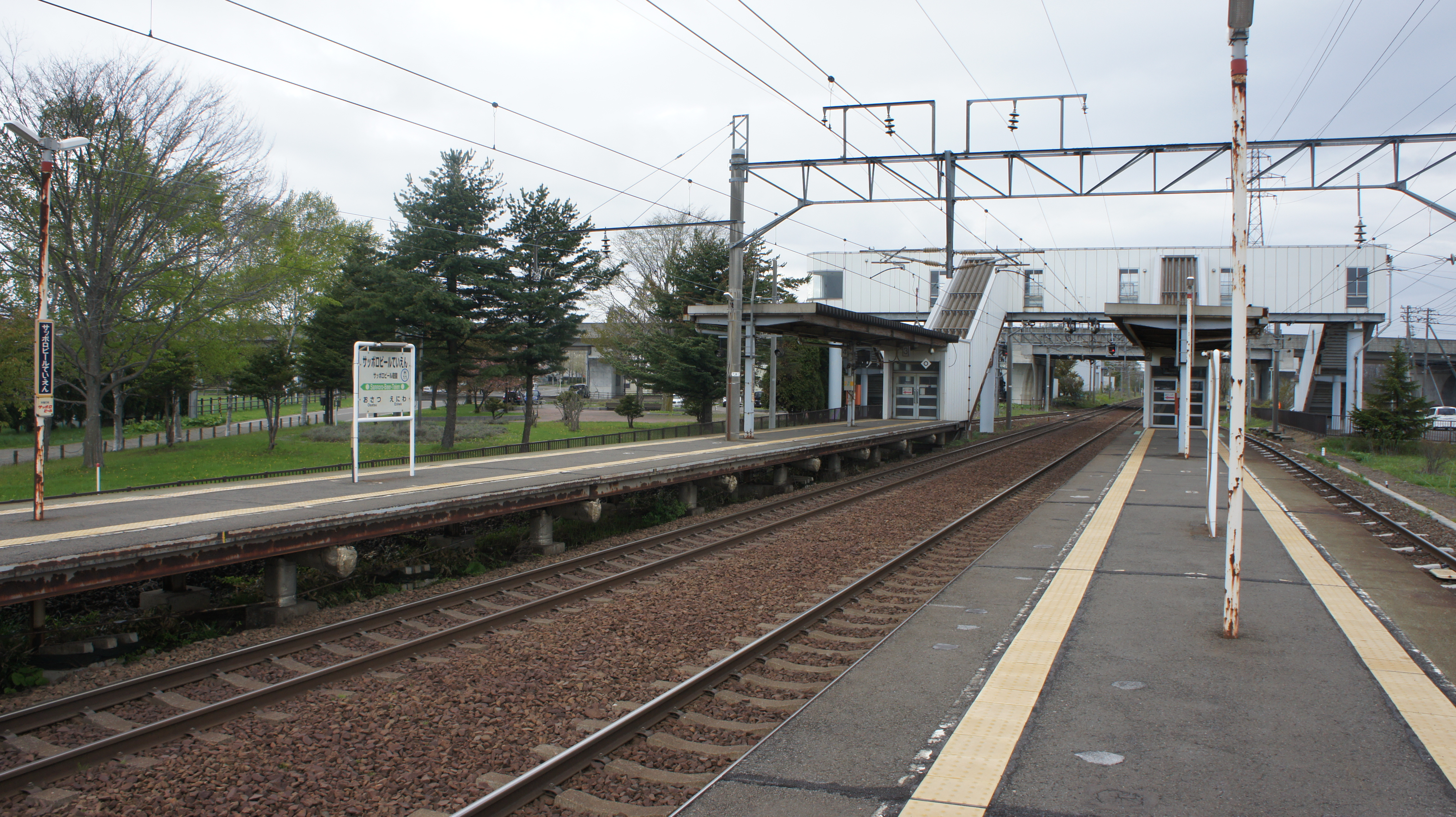
ホーム（2017年5月）
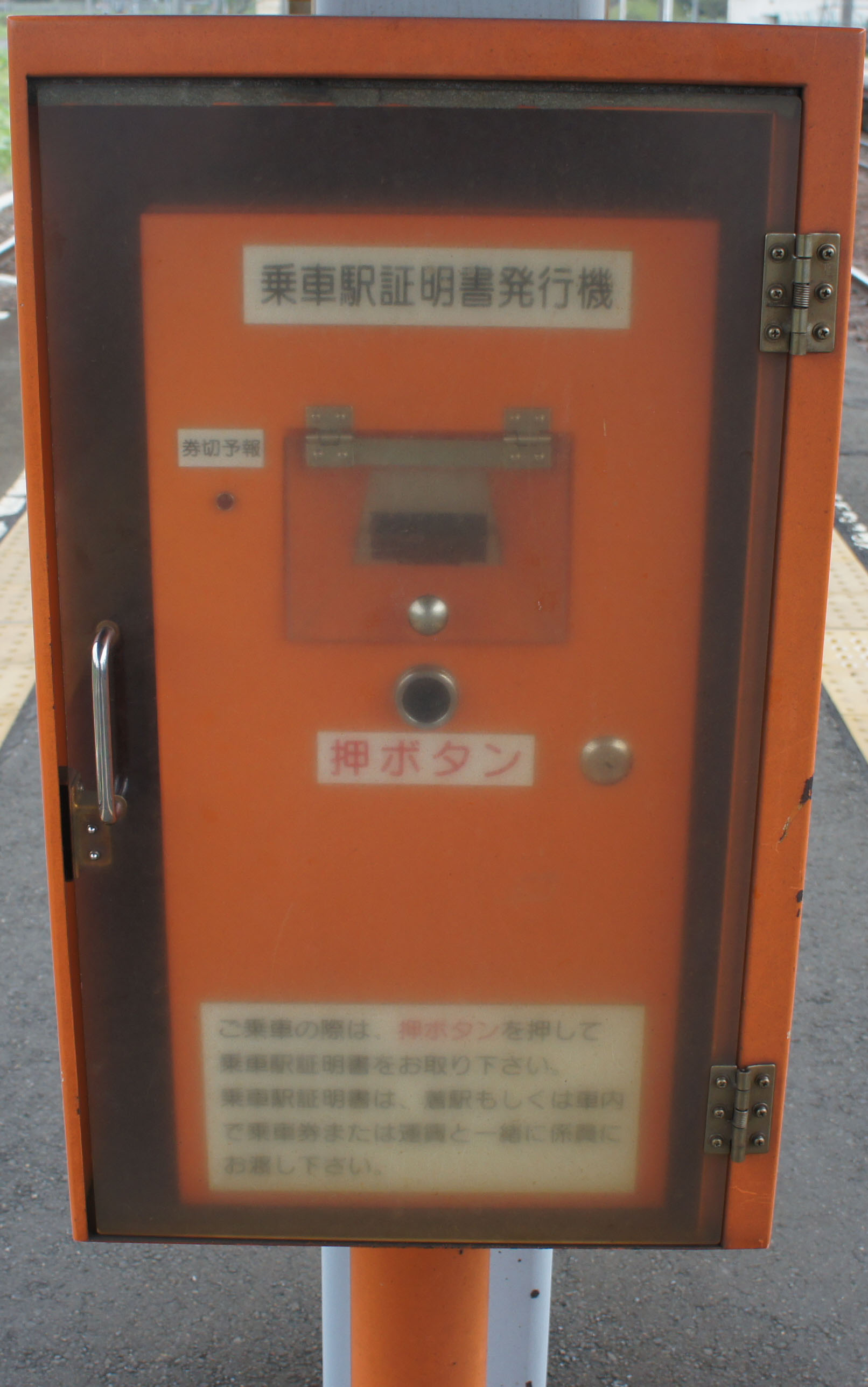
ホーム内に設置されている、乗車駅証明書発行機 （2017年5月）

## 利用状況
2012年度（平成24年度）の乗車人数は159人、乗降人数は318人。
1日の平均乗降人員は以下の通りである。
| 乗降人員推移 | 乗降人員推移 |
| 年度         | 1日平均人数  |
| ------------ | ------------ |
| 2011         | 332          |
| 2012         | 318          |
| 2013         | 324          |
| 2014         | 338          |

## 駅周辺
工場地帯の中にある。
- 国道36号
- サッポロビール北海道工場
- えにわ温泉ほのか（温泉施設）
- バス停 - 駅前にはないが、以下のバス停が近い。北海道中央バス（千歳営業所）も参照。
  - 「みどり台北2丁目」停留所[9]（南東に約1km）
  - 「サツポロビール北海道工場」停留所[10]（南西に約0.8km） - 千歳線

## 隣の駅
北海道旅客鉄道（JR北海道）
■千歳線

※普通列車の一部は当駅通過
長都駅 (H12) - サッポロビール庭園駅 (H11) - 恵庭駅 (H10)